# فرانز كونينغ
فرانز كونينغ (بالألمانية: Franz König)‏ هو كاهن كاثوليكي نمساوي، ولد في 3 أغسطس 1905 في Rabenstein an der Pielach ‏ في النمسا، وتوفي في 13 مارس 2004 في فيينا في النمسا.

## وصلات خارجية
- فرانز كونينغ على موقع IMDb (الإنجليزية)
- فرانز كونينغ على موقع مونزينجر (الألمانية)